# Nsoatreman FC
Der Nsoatreman Football Club ist ein 2019 gegründeter Fußballverein aus der ghanaischen Stadt Nsoatre, Bono Region. Aktuell spielt der Verein in der ersten Liga des Landes, der Premier League.

## Stadion
Der Verein trägt seine Heimspiele im Nana Kronmansah Park aus. Das Stadion hat ein Fassungsvermögen von 2000 Personen.

## Trainer
| Trainer          | Nation | von            | bis               |
| ---------------- | ------ | -------------- | ----------------- |
| Mohammed Gargo   | Ghana  | 13. Juli 2022  | 31. Dezember 2022 |
| Mumuni Abubakari | Ghana  | 2. Januar 2023 | 17. Juli 2023     |
| Maxwell Konadu   | Ghana  | 18. Juli 2023  |                   |